# Övergivenheten
Övergivenheten è il dodicesimo album in studio del gruppo musicale svedese Soilwork, pubblicato nel 2022.

## Tracce
1. Övergivenheten – 5:46 (testo: Strid, David Andersson – musica: Björn "Speed" Strid)
2. Nous sommes la guerre – 6:53 (testo: Andersson – musica: Andersson)
3. Electric Again – 4:23 (testo: Andersson – musica: Andersson)
4. Valleys of Gloam – 4:11 (testo: Strid – musica: Strid)
5. Is It in Your Darkness – 4:05 (testo: Strid – musica: Strid)
6. Vultures – 5:48 (testo: Andersson – musica: Sven Karlsson)
7. Morgongåva / Stormfågel – 1:33 (musica: Andersson)
8. Death, I Hear You Calling – 4:41 (testo: Andersson – musica: Andersson)
9. This Godless Universe – 4:42 (testo: Andersson – musica: Andersson)
10. Dreams of Nowhere – 4:29 (testo: Strid – musica: Strid)
11. The Everlasting Flame (instrumental) – 1:07 (musica: Strid)
12. Golgata (featuring Dave Sheldon) – 4:59 (testo: Andersson – musica: Andersson)
13. Harvest Spine (featuring Dave Sheldon) – 5:10 (testo: Strid – musica: Strid)
14. On the Wings of a Goddess Through Flaming Sheets of Rain – 7:32 (testo: Andersson – musica: Andersson)

## Formazione
- Björn "Speed" Strid – voce
- Sylvain Coudret – chitarra
- David Andersson – chitarra, basso, piano
- Sven Karlsson – tastiera
- Bastian Thusgaard – batteria
- Rasmus Ehrnborn – basso